# Колючий бычеглаз
Колючий бычеглаз (лат. Priacanthus macracanthus) — вид лучепёрых рыб семейства каталуфовых.
Максимальная длина тела 30 см. Жестких лучей в спинном плавнике 10, мягких 12-14. В анальном плавнике 3 жёстких луча и 13-14 мягких. Глаза большие; рот косой, нижняя челюсть выступает вверх. Тело слегка сужается ниже середины мягкой части спинного плавника, а затем резко сужается к хвостовому стеблю. Этот вид отличается от Priacanthus fitchi наличием многочисленных ржаво-коричневых или желтоватых пятен на мембранах спинного и анального плавников и менее заостренным телом.
Распространены в Индо-Тихоокеанской области от юга Японии до запада Индонезии, Арафурского моря и Австралии. Зарегистрирован из залива Петра Великого. Обитают на коралловых рифах и в открытом океане, на глубине от 12 до 400 м. Безвредны для человека, существованию вида ничто не угрожает. Служат объектом коммерческого промысла.